# Nellore
Nellore (en telugu: నెల్లూరు, urdu: نیلور) es una localidad de la India, centro administrativo del distrito de Nellore, estado de Andhra Pradesh.

## Geografía
Se encuentra a una altitud de 32 m s. n. m. a 456 km de la capital estatal, Hyderabad, en la zona horaria UTC +5:30.

## Demografía
Según estimación 2010 contaba con una población de 433 009 habitantes.